# Мураками (княжество)
Княжество Мураками (яп. 村上藩 Мураками-хан) — феодальное княжество (хан) в Японии периода Эдо (1598—1871), в провинции Этиго региона Хокурикудо на острове Хонсю (современная префектура Ниигата).

## Краткая история
Административный центр княжества: замок Мураками (современный город Мураками, префектура Ниигата).
Доход хана:
- 1598 — 1616 годы — 95 000 коку риса
- 1618 — 1649 годы — 100 000 коку
- 1649 — 1667 годы — 100—150 000 коку риса
- 1667 — 1710 годы — 150 000 коку
- 1710 — 1717 годы — 22 000 коку риса
- 1717 — 1871 годы — 50 000 коку

В 1598—1616 годах княжеством Мураками в провинции Этиго владел род Мураками, относившийся к тодзама-даймё. В 1598 году первым правителем хана стал Мураками Ёрикацу (ум. 1604), которому в 1604 году наследовал приёмный сын Мураками Тадакацу (ум. 1623). В 1618 году он был лишен владений и отправлен в ссылку.
В 1618—1642 годах Мураками-ханом управлял род Хори, относившийся к тодзама-даймё. В 1618 году в замок Мурамати из Нагаока-хана был переведён Хори Наоёри (1577—1639). В 1636 году он передал власть в домене своему старшему сыну Хори Наоцугу (1614—1638). В 1638—1644 годах Мураками-ханом владел Хори Наосада (1636—1642), сын и преемник Наоцугу.
В 1644—1649 годах доменом владел Хонда Тадаёси (1602—1676), бывший править Какэгава-хана в провинции Тотоми. В 1649 году он был переведён в Сиракава-хан в провинции Муцу.
В 1649—1667 годах Мураками-хан принадлежал Мацудайре Наонори (1642—1695), который ранее был правителем Химедзи-хана (провинция Харима). В 1667 году его вернули обратно в Химедзи-хан.
В 1667 году из Химедзи-хана в замок Мураками был переведён Сакакибара Масатомо (1665—1683). В 1683 году ему наследовал приемный сын Сакакибара Масакуни (1675—1726), который в 1704 году был переведён в Химедзи-хан (провинция Харима).
В 1704 году из Химедзи-хана в Мураками-хан был переведён Хонда Тоситака (1698—1709). В 1709 году его преемником стал Хонда Тадаёси (1690—1751), который в 1710 году был переведён в Кария-хан (провинция Микава).
В 1710—1717 годах Мураками-ханом владел Мацудайра (Окоти) Тэрусада (1665—1747), ранее правивший в Такасаки-хане (провинция Кодзукэ). В 1717 году его вторично перевели в Такасаки-хан.
В 1717 году в замок Мураками был переведён Манабэ Акифуса (1666—1720), бывший правитель Такасаки-хана. В 1720 году ему наследовал младший брат и приёмный сын Манабэ Акитоки (1690—1724), который в том же году был переведён в Сабаэ-хан (провинция Этидзэн).
В 1720—1871 годах княжеством владел род Найто. В 1720 году из Танака-хана в замок Мураками был переведён Найто Кадзунобу (1658—1730). Его потомки управляли доменом вплоть до 1871 года.
Мураками-хан был ликвидирован в 1871 году.

## Правители княжества
- Род Мураками, 1598—1618 (тодзама-даймё)

| № | Имя               | Имя      | Годы правления | Годы жизни | Примечания                                               |
| - | ----------------- | -------- | -------------- | ---------- | -------------------------------------------------------- |
| 1 | Мураками Ёрикацу  | 村上頼勝 | 1598 — 1604    | ? — 1604   | Вассал Тоётоми Хидэёси, Тоётоми Хидэёри и Токугава Иэясу |
| 2 | Мураками Тадакацу | 村上忠勝 | 1604 — 1618    | ? — 1623   | Приёмный сын Мураками Ёрикацу                            |

- Род Хори, 1618—1642 (тодзама-даймё)

| № | Имя          | Имя    | Годы правления | Годы жизни  | Примечания                  |
| - | ------------ | ------ | -------------- | ----------- | --------------------------- |
| 1 | Хори Наоёри  | 堀直寄 | 1618 — 1636    | 1577 — 1639 | Сын Хори Наомасы            |
| 2 | Хори Наоцугу | 堀直次 | 1636 — 1638    | 1614 — 1638 | Старший сын Хори Наоёси     |
| 3 | Хори Наосада | 堀直定 | 1638 — 1642    | 1636 — 1642 | Сын и преемник Хори Наоцугу |

- Род Хонда, 1644—1649 (фудай-даймё)

| № | Имя           | Имя      | Годы правления | Годы жизни  | Примечания                |
| - | ------------- | -------- | -------------- | ----------- | ------------------------- |
| 1 | Хонда Тадаёси | 本多忠義 | 1644 — 1649    | 1602 — 1676 | Третий сын Хонды Тадамасы |

- Род Мацудайра (ветвь Этидзэн), 1649—1667 (фудай-даймё)

| № | Имя               | Имя      | Годы правления | Годы жизни  | Примечания            |
| - | ----------------- | -------- | -------------- | ----------- | --------------------- |
| 1 | Мацудайра Наонори | 松平直矩 | 1649 — 1667    | 1642 — 1695 | Сын Мацудайры Наомото |

- Род Сакакибара, 1667—17042 (фудай-даймё)

| № | Имя                 | Имя      | Годы правления | Годы жизни  | Примечания                       |
| - | ------------------- | -------- | -------------- | ----------- | -------------------------------- |
| 1 | Сакакибара Масатомо | 榊原政倫 | 1667 — 1683    | 1665 — 1683 | Сын Сакакибары Масафусы          |
| 2 | Сакакибара Масакуни | 榊原政邦 | 1683 — 1704    | 1675 — 1725 | Приемный сын Сакакибары Масатомо |

- Род Хонда, 1704—1710 (фудай-даймё)

| № | Имя            | Имя      | Годы правления | Годы жизни  | Примечания                |
| - | -------------- | -------- | -------------- | ----------- | ------------------------- |
| 1 | Хонда Тадатака | 本多忠孝 | 1704 — 1709    | 1698 — 1709 | Третий сын Хонды Тадакуни |
| 2 | Хонда Тадаёси  | 本多忠良 | 1709 — 1710    | 1690 — 1751 | Внук Хонды Масакацу       |

- Род Мацудайра (ветвь Окоти), 1710—1717 (фудай-даймё)

| № | Имя                | Имя      | Годы правления | Годы жизни  | Примечания                                           |
| - | ------------------ | -------- | -------------- | ----------- | ---------------------------------------------------- |
| 1 | Мацудайра Тэрусада | 松平輝貞 | 1710 — 1717    | 1665 — 1747 | Сын Мацудайры Тэруцуны, усыновлён Мацудайрой Нобуоки |

- Род Найто, 1720—1871 (фудай-даймё)

| № | Имя             | Имя       | Годы правления | Годы жизни   | Примечания                                                      |
| - | --------------- | --------- | -------------- | ------------ | --------------------------------------------------------------- |
| 1 | Найто Кадзунобу | 内藤弌信  | 1720 — 1725    | 1658 — 1730  | Старший сын Найто Нобумицу (1611—1675), усыновлён Найто Нобуёси |
| 2 | Найто Нобутэру  | 内藤信輝  | 1725           | 1681 — 1725  | Сын Найто Нобуёси, усыновлён Найто Кадзунобу                    |
| 3 | Найто Нобуоки   | 内藤信興  | 1725 — 1761    | 1720 — 1780  | Второй сын Найто Нобутэру                                       |
| 4 | Найто Нобуакира | 内藤信旭  | 1761 — 1762    | 1744 — 1762  | Старший сын Найто Нобуоки                                       |
| 5 | Найто Нобуёри   | 内藤信凭  | 1762 — 1781    | 1748 — 1781  | Второй сын Найто Нобуоки                                        |
| 6 | Найто Нобуацу   | 内藤 信敦 | 1781 — 1825    | 1777 — 1825  | Сын и преемник Найто Нобуёри                                    |
| 7 | Найто Нобутика  | 内藤 信親 | 1825 — 1864    | 1813 — 1874  | Второй сын Найто Нобуацу                                        |
| 8 | Найто Нобутами  | 久世広業  | 1864 — 1868    | 1850 — 18681 | Сын Найто Тоцуны, усыновлён Найто Нобутики                      |
| 9 | Найто Нобутоми  | 久世広業  | 1868 — 1871    | 1857 — 1925  | Старший сын Окубо Нагахиро, усыновлён Найто Нобутами            |